# Патрология

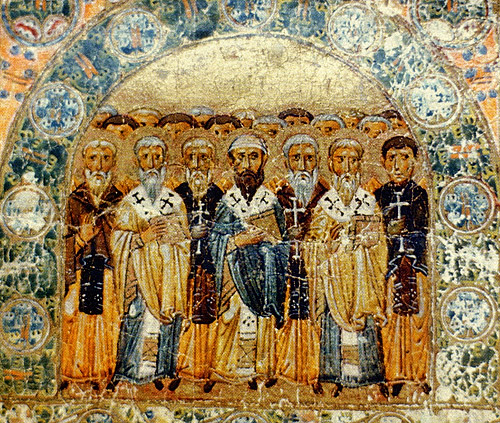
Отцы Церкви на миниатюре из Изборника Святослава (1076)

Патрология (от др.-греч. πάτηρ и др.-греч. λόγος) — историко-филологическая наука, изучающая биографии и произведения Отцов Церкви, а также других христианских авторов I—VIII веков. Предмет исследований патрологии близок к тому, что изучает патристика, в большей степени относящейся к истории догматов.
До второй половины XVIII века историки церковной литературы преимущественно создавали обзоры истории христианско-богословской литературы до времени автора, в которых, в силу того, что в обзор включались и писания Ветхого и Нового заветов, отцы Церкви занимали скромное место. Однако постепенно, кроме историко-догматических, внимание исследователей стали привлекать вопросы исторического характера — получение точных сведений о жизни и сочинениях церковных писателей, в особенности тех, на которых ссылалась Церковь в подтверждение своего догматического учения. В XVII веке появилось разделение изучения догматико-исторических сведений и биографическо-литературно-исторических, и патрология как историческая дисциплина чётко отличалась от патристики как дисциплины систематической. Термин «патрология» был впервые употреблён И. Герхардом, чей труд «Патрология, или произведение о жизни и трудах учителей древнехристианской Церкви» (лат. Patrologia sive de primitivae ecclesiae Christianae doctorum vita ac lucubrationius) вышел в 1653 году.
С конца XVIII века сложившееся разделение наук о церковных писателях изменилось. В это время в протестантской богословской литературе патристика в указанном выше смысле прекращает своё существование и весь свой материал передаёт новой дисциплине, получившей название «истории догматов», которая должна была исследовать и описать исторический ход раскрытия учения веры от периода апостолов. Биографический и библиографический аппарат патрологии некоторое время ещё использовался, но в XIX веке также исчез из протестантской богословской литературы. Последовавшая дискуссия привела к выводу, что на её месте должна быть дисциплина «история древнехристианской литературы», задача которой состоит в изучении всей литературы христианской древности, оценив её с историко-литературной точки зрения, устранив из рассмотрения вопрос о её богословском и церковном значении. Патристика в прежнем смысле была признана вообще невозможной в силу того, что разногласия между отцами гораздо более многочисленные, чем случаи их согласия, в связи с чем научным образом получить гармоническое «богословие отцов» невозможно.
Иначе дело обстояло в римско-католическом богословии, в котором во второй половине XVIII века сформировалась дисциплина, соединившая в себе составные части прежней патристики и патрологии, прибавив третий элемент — руководство к правильному пользованию святоотеческими творениями и наставление о цели их изучения. Новая наука также была названа патрологией, и в этом широком смысле наименование сохранялось в XIX веке. Начиная со второй половины XIX века некоторые римско-католические патрологи стали вводить двойное наименование курсов: «патрология и патристика» (Й. Ниршль и др.). После этого со стороны католического богословия также появились возражения против патристики и склонность замены названия патрологии протестантским «история древнецерковной литературы» (нем. altkirchliche Literaturgeschichte). Существенное влияние на развитие патрологии XX века оказали курсы О. Барденхевера и А. Гарнака.
Первым русским патрологическим курсом было появившееся в 1859 году сочинение архиепископа Филарета (Гумилевского) «Историческое учение об отцах Церкви». В нём автор, помимо традиционного для западных исследователей материала, включил в число рассматриваемых писателей и славянских просветителей Кирилла и Мефодия, русских святителей Илариона Киевского и Кирилла Туровского. Среди многочисленных изданных в Российской империи курсов и пособий наиболее полны лекции Н. И. Сагарды и С. Л. Епифановича. После Революции в эмиграции свои курсы по патрологии составили Л. П. Карсавин, Г. В. Флоровский, архимандрит Киприан (Керн), протоиерей И. Ф. Мейендорф.
В современной России свои курсы патрологии опубликовали А. И. Сидоров (1996) и А. А. Столяров (2001).